# Дунайський канал
Донауканал (Дунайський канал) — колишній рукав річки Дунай, тепер регулюється як водний канал (із 1598 року), у межах міста Відень, Австрія. Це 17,3 кілометра (10,7 миля) завдовжки і, на відміну від самого Дунаю, він межує з центром Відня, Іннере-штадт, де в нього впадає річка Відень (Wienfluss).
Дунайський канал відгалужується від головної річки біля Нусдорфської греблі та шлюзу в Деблінзі і приєднується знову тільки вгору по течії від «Пратершпіц» у парку Пратер у Зіммерингу. Утворений таким чином острів між Дунайським каналом і Дунаєм містить два із 23 районів Відня: Бригіттенау (20-й округ) та Леопольдштадт (2-й округ). Канал перетинають п'ятнадцять автомобільних і п'ять залізничних мостів.

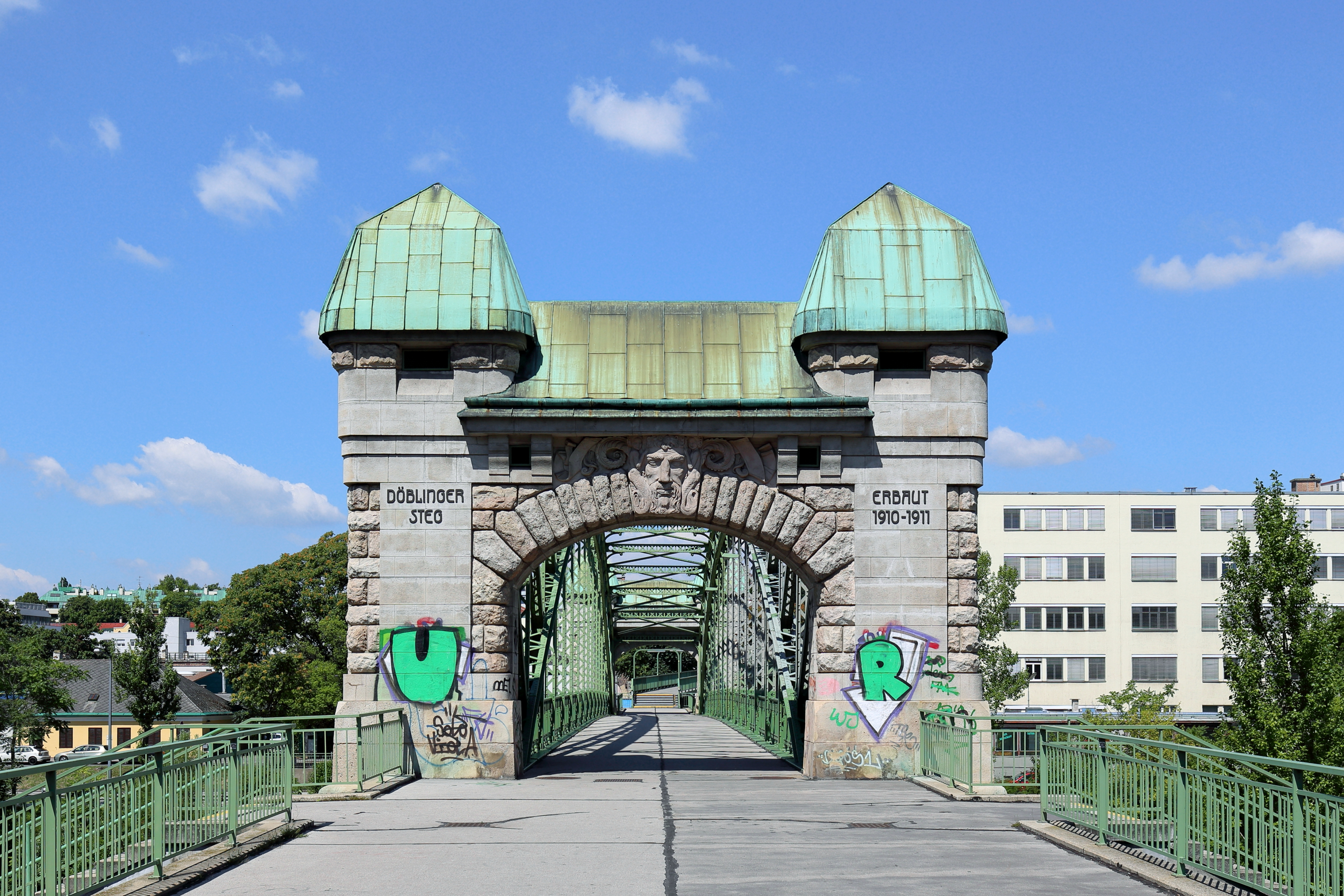
Міст Дьоблінгер Штег через Дунайський канал

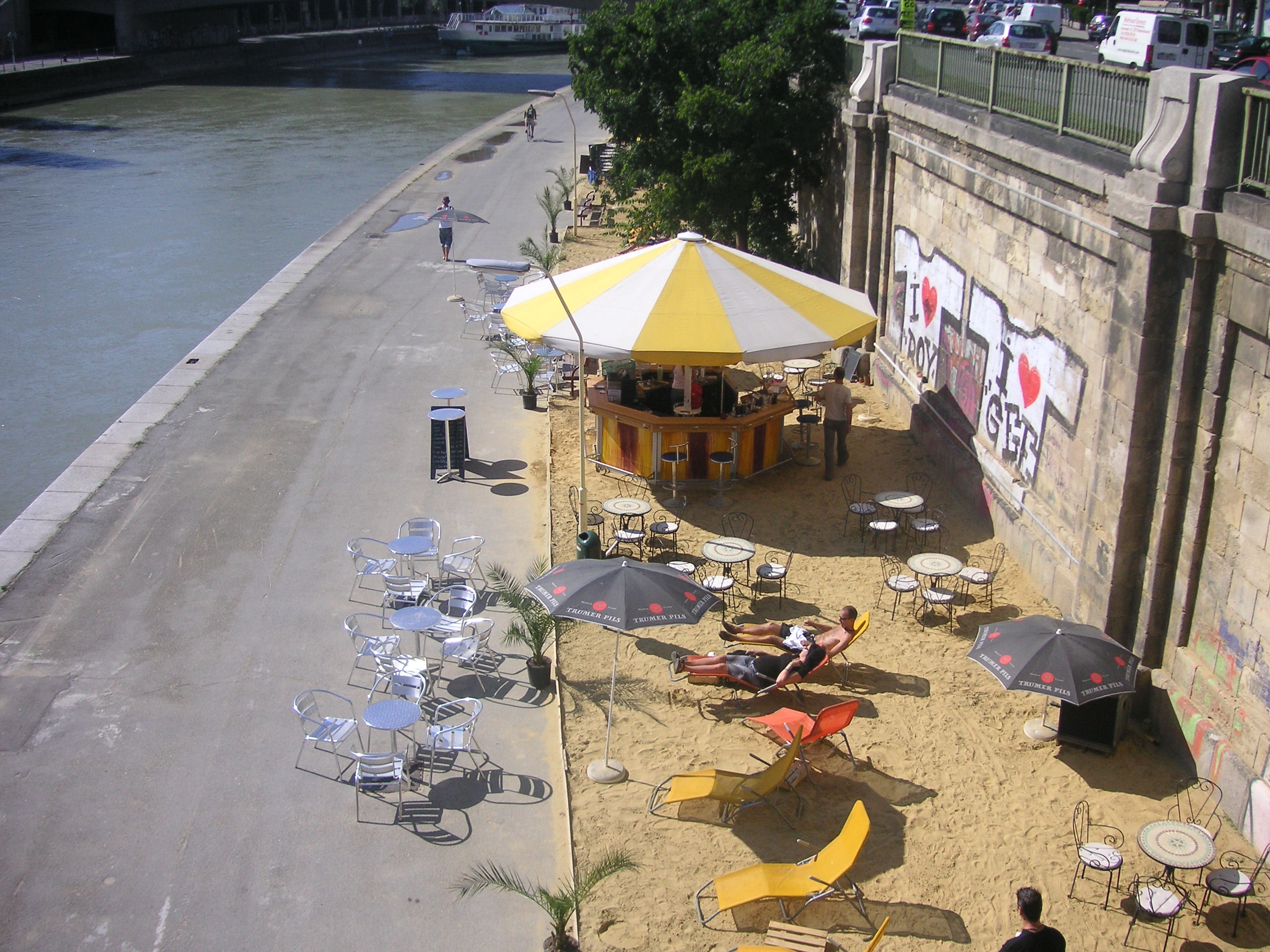
Берег каналу влітку

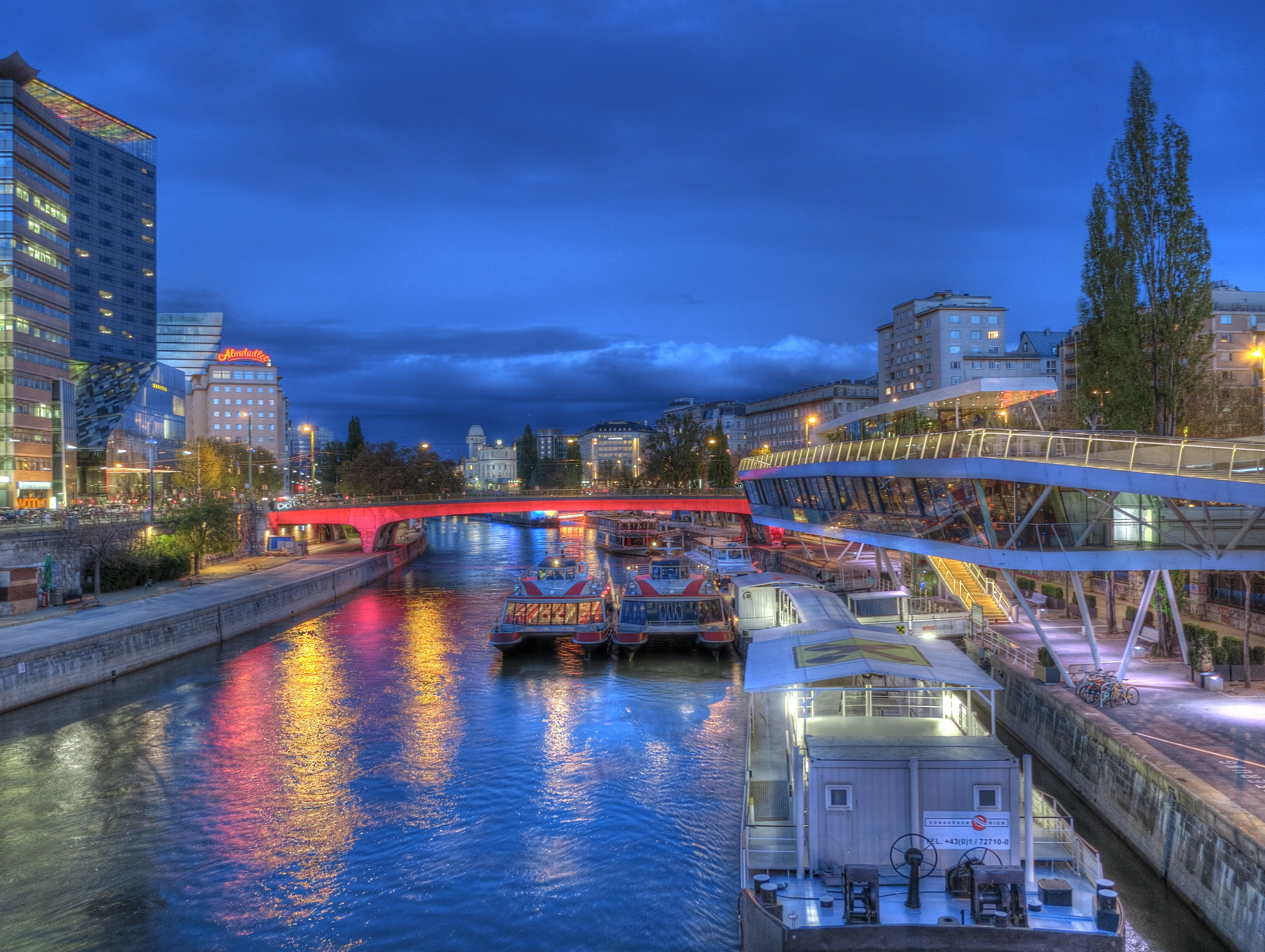
Човновий термінал Шведенплац уночі

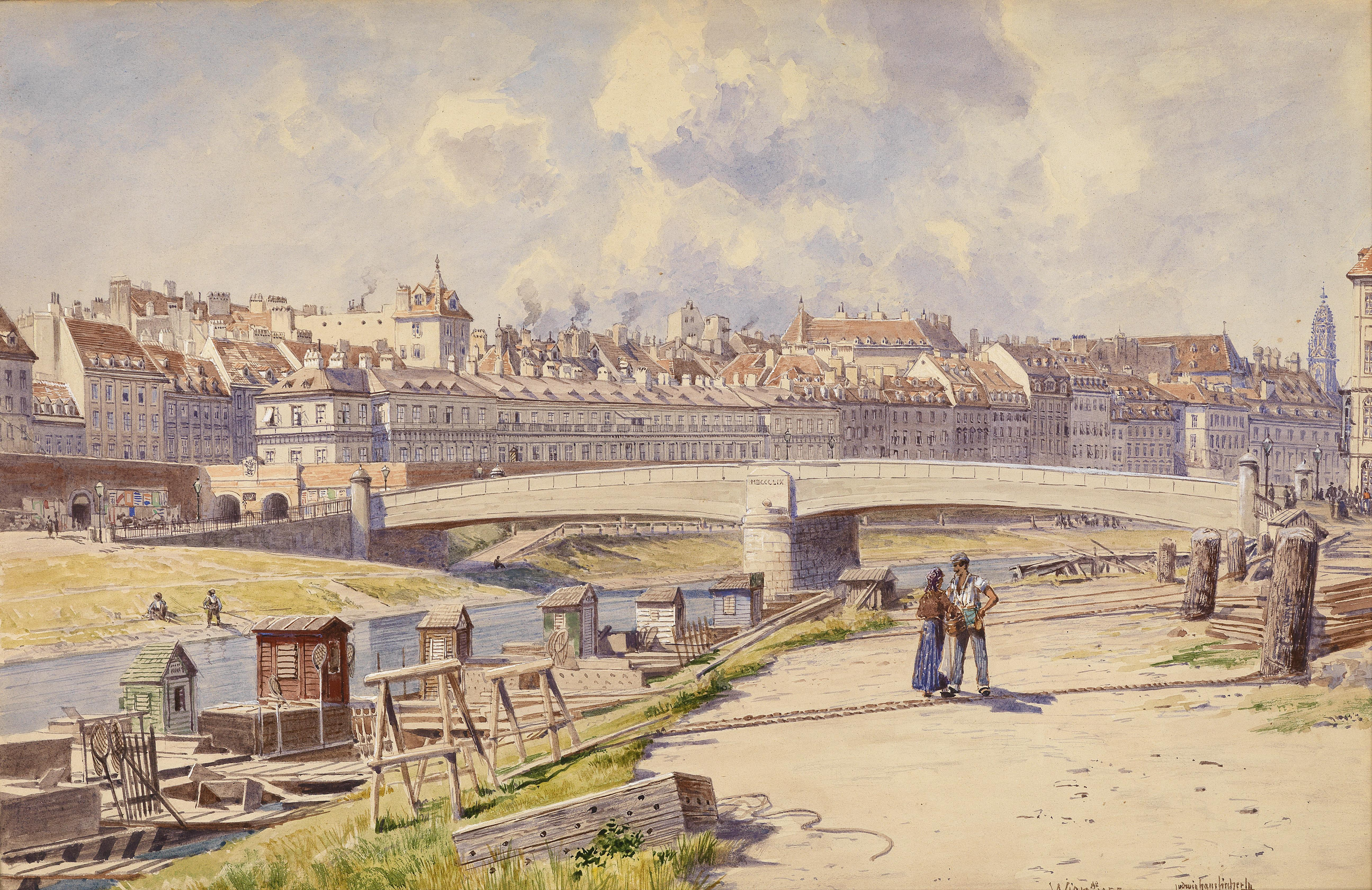
Дунайський канал 1855 р.

Оскільки в німецькій мові слово канал, яке використовується приблизно з 1700 року, викликає асоціації з відкритою каналізацією, робилися спроби перейменувати Дунайський канал (одна з пропозицій була Kleine Donau — Малий Дунай), але не увінчалися успіхом.

## Історія
Назва «Донауканал» («Дунайський канал») використовується з 1686 року для південного рукава річки Дунай у Відні. Спочатку природній рукав, протягом 1598—1600 років, він був уперше врегульований бароном фон Гойосом.
У 19 столітті Швіммтор, рухомий плаваючий бар'єр, був побудований біля входу вгору за течією каналу. Він був розроблений для захисту каналу від повеней і дрейфуючого льоду і введений в експлуатацію в 1873 році. Нусдорфська гребля і шлюз були побудовані між 1894 і 1899 роками і забезпечують більший ступінь боротьби з повенями, ніж Швіммтор. Однак Швіммтор використовували до Першої світової війни, і не був зруйнований до 1945 року.

## Використання
На початку 1990-х років розпочалися роботи на південній ділянці Дунайського каналу (між 2-м і 3-м районами) зі створення зони відпочинку вздовж його берегів.
Доріжками по обидва боки Дунайського каналу регулярно рухаються бігуни, велосипедисти та ролери. Останнім часом у літні місяці були успішні спроби перетворити це місце на більш привабливу зону відпочинку (літні сцени, блошині ринки, кафе тощо).
Прогулянки на човні кружляють довкола Леопольдштаду та Бригіттенау через Дунайський канал і Дунай. Починаються у Шведенплаці, недалеко від центру міста. У цьому ж місці розташований віденський термінал швидкого поромного сполучення Twin City Liner, який сполучає Відень із Братиславою, проходячи Дунайським каналом до Дунаю.
Фестиваль Донауканалтрайбен проводиться щороку в червні в кількох місцях уздовж Дунайського каналу. Запрошують переважно австрійські професійні та аматорські колективи, але з року в рік організатори запрошують колективи з сусідніх країн.

## Культурні впливи
Мілини Дунайського каналу були увічнені Гайнц Конрадс у своїй пісні «A schräge Wiesn» («Похилий газон», пізніший кавер від Віллі Резетарітса та Райнгарда Фендріха), де герой, Франц, не хоче йти у відпустку. Натомість у вільний час він дрімає на трав'янистих схилах біля Дунайського каналу.